# Carl Magnus Fallenius
Carl Magnus Fallenius, född 15 januari 1815 i Västerviks församling, Kalmar län, död 27 juni 1879 i Sankt Nikolai församling, Stockholms stad, var en svensk präst, teolog och politiker. Han var pastor primarius i Storkyrkan i Stockholm från 1860 och som sådan också självskriven ledamot i prästeståndet vid ståndsriksdagarna 1859/60, 1862/63 och 1865/66.

## Biografi
Student vid Uppsala universitet 1832 och promoverad filosofie magister där 1839, avlade han teologie kandidatexamen 1842 och förordnades året därpå till pastorsadjunkt i Västervik och Törnesfalla.
Disputerade pro cand. theol. 1844 med p. I av en avhandling: De statibus, quos vocant peccati et gratiæ och presiderade under årets lopp för de VI följande pp., varefter han i augusti utnämndes till docent i dogmatik och moralteologi vid universitetet i Uppsala. Efter avlagt specimen för ett lektorat vid Linköpings gymnasium fick han tjänsten 1847, som han tillträdde i maj samma år. Rektor dels vid Linköpings gymnasium och dels därefter vid hela elementarläroverket var han 1850–1858.
Därefter utnämndes han 1858 till kyrkoherde i Sankt Nikolai församling i huvudstaden och pastor primarius i Stockholm, vilka ämbeten han tillträdde den 1 maj 1860. Teologie doktor blev han samma år och bevistade som pastor primarius alla riksdagar 1859–1865 samt allmänna kyrkomötet 1868, 1873 och 1878. Han var preses i Samfundet Pro Fide et Christianismio 1860–1872. Fallenius blev ledamot av Nordstjärneorden 1859 och kommendör (av första klassen) av samma orden 1867.
Carl Magnus Fallenius var bror till läkaren Constantin Fallenius och far till generallöjtnant Constantin Fallenius. Carl Magnus Fallenius är begravd på Norra begravningsplatsen utanför Stockholm.